# Roy Tandberg

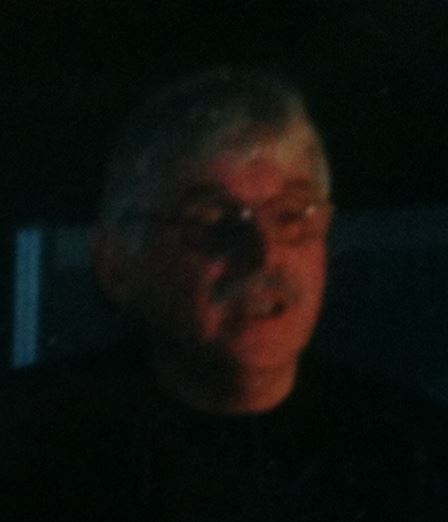
Roy Tandberg bei der Verleihung des Jacobprisen 2001

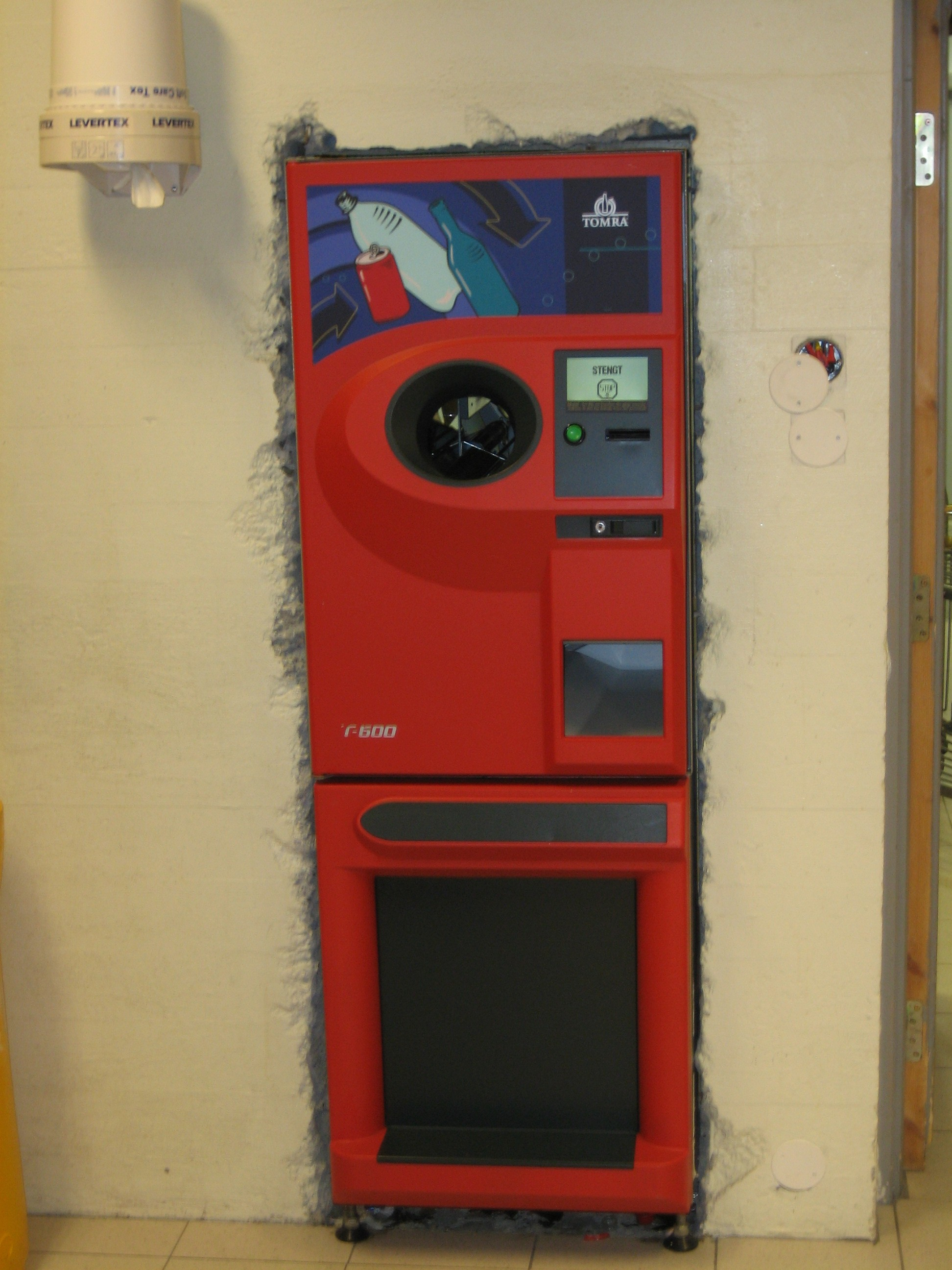
Leergutrücknahmeautomat von Tomra Systems

Roy Håvard Tandberg (* 3. August 1940 in Oslo) ist ein norwegischer Industriedesigner.

## Leben und Werk
Tandberg studierte von 1967 bis 1970 am Art Center College of Design in Pasadena (Kalifornien). Darauf war er für das Detroiter Designbüro Marcks, Hazelquist & Powers, den schwedischen Fahrzeughersteller Volvo sowie den Designer Nils J. Tvengsberg tätig. 1985 gründete er seine eigene Firma in Asker, mit der er in Norwegen, Schweden und den Vereinigten Staaten von Amerika in den Bereichen Elektronik, Verkehr, Gesundheit und Freizeit als Industriedesigner beschäftigt war. Zu seinen Entwürfen gehören Videokonferenzgeräte für Tandberg, Leergutrücknahmeautomaten für Tomra Systems, ein Faltkanu für Bergans, ein Online-Terminal für das staatliche Glücksspielunternehmen Norsk Tipping, Autos für Volvo und Kindersitze, Rodelschlitten und Skier für Hamax sowie Stühle für Stål & Stil.
Zwischen von 1984 und 2003 erhielt Roy Tandberg 20-mal die „Auszeichnung für gutes Design“ (Merket for god design). 2001 wurde ihm der „Jacob-Preis“ (Jacobprisen) zugesprochen.